# سفارت آلمان در برازیلیا
سفارت آلمان در برازیلیا (به پرتغالی: Embaixada da Alemanha em Brasília) یک منطقهٔ مسکونی و نمایندگی سیاسی این کشور در برزیل است که در برازیلیا واقع شده‌است.